# 梅尔克林根
梅尔克林根是德国巴登-符腾堡州的一个市镇。总面积21.31平方公里，总人口1874人，其中男性916人，女性958人（2011年12月31日），人口密度88人/平方公里。